# ニコラ・グリシッチ
ニコラ・グリシッチ（セルビア語: Никола Глишић, ラテン文字転写: Nikola Glišić、1999年6月30日 - ）は、セルビアのサッカー選手。ポジションはディフェンダー。

## 経歴

### レッドスター・ベオグラード
2022年1月18日、レッドスター・ベオグラードと2年半契約を締結した。